# La meva Cristina i altres contes
La meva Cristina i altres contes, escrit entre 1957-1964 (la major part el 1960), és un llibre d'una gran unitat, no sols d'estil sinó també de contingut. La publicació d'aquest recull de contes constituí un dels èxits més assenyalats de la carrera literària de Mercè Rodoreda.

## Context
En aquest recull, Mercè Rodoreda es llança a la creació d'un món mític, insinuat només anteriorment. Els escenaris de les narracions han experimentat una notable transformació i són, ara, el món obert, preferentment vegetal, etern en el seu continuat renovellament, presidit generalment per la lluna, símbol de mort però, també, de renaixement. Es tracta d'un cosmos entès com un organisme total i viu, i, per tant, amb una intercomunicació possible, entre els seus diversos components, que pot provocar la metamorfosi. I en la creació dels diferents universos de ficció, la imaginació i la fantasia demostren els seus innombrables i incitants poders.

## Síntesi
Els quinze contes que conté no descabdellen una història amb tots els ets i uts d'argument i de personatges, segons les normes clàssiques del gènere, sinó que proposen una situació mig evocativa mig explicativa en què es fonen, amb un lirisme melangiós i trencadís, la realitat més crua i la fantasia més prodigiosa. A vegades, la realitat, massa poderosa, devora la fantasia. En La gallina, per exemple, un infant ens conta l'amor morbós del seu pare per una gallina que aquest ha identificat, obscurament, amb la muller traspassada. O Un ramat de bens de tots colors ens conta la passió que el protagonista, sexualment impotent, mostra per les criatures. La incomunicació dels personatges que intervenen en El mar, dins la millor tradició de la literatura francesa contemporània, reïx a crear una mena de clima absurd. I, en altres contes, l'absurd convertit en misteri, no en angoixa d'uns éssers que es debaten sartrianament contra llur condició, devora la realitat.
Aleshores apareix un tema nou i insistit: la metamorfosi, amb una clara influència de Kafka, tot i que, a diferència de l'autor txec, la metamorfosi acostuma a ser alliberadora i poètica, mai degradant o repulsiva. Uns éssers humans, per raons més o menys insinuades, però del tot misterioses o absurdes, es converteixen en bèsties. El protagonista d'El riu i la barca, per exemple, és tan aficionat a l'aigua que s'esdevé un peix; la de La salamandra, vagament bruixa o, si més no, tinguda per tal, esdevé l'amfibi que dona títol a la narració. Però aquest món de bruixes i de metamorfosis mig ovidianes mig kafkianes no suposa una ruptura amb la realitat quotidiana, sinó més aviat un cert afany de descobrir-ne l'altra cara que sol emmascarar el caos d'aparences i de contradiccions de la que ens és visible. En La meva Cristina, gairebé una interpretació realista i poètica del mite bíblic de Jonàs, un mariner nàufrag és engolit per una balena, de qui s'alimenta i a qui tortura fins a la mort, però aquesta estranya aventura, de la qual se salva miraculosament, el mig transforma en perla: l'home perla, que ja no és capaç de readaptar-se a la vida de cada dia. En el fons, tots els personatges del llibre, obrers o aristòcrates, homes o dones, són éssers que viuen una mica al marge de l'ortodòxia de la vida i que, a la llarga, s'estavellen contra la realitat que tenen al davant. L'autora sap transformar el seu món ambigu en un altre de només insinuat i matisat que assoleix una prodigiosa tensió lírica.
En La sala de les nines, un dels més brillants del recull, el seu protagonista, que la seva mare ha vestit i educat com si fos una nena, té una passió aclaparadora per les nines, cosa que el portarà a morir mig convertit en aquesta joguina femenina. Perquè una de les idees esperançadores que trobem és que se superarà la mort, fonent-se en allò que més ha estimat en vida.
Aquest llibre és per a Mercè Rodoreda un laboratori en què experimenta mitjançant el conte. Per això, es tracta d'una de les aportacions més innovadores de la narrativa catalana de la postguerra.

## Llista de contes
- El mar

- La mainadera

- Una carta

- Aquella paret, aquella mimosa

- Record de Caux

- La gallina

- La sala de les nines

- Zerafina

- Un ramat de bens de tots colors

- Amor

- L'elefant

- El riu i la barca

- El senyor i la Lluna

- La salamandra

- Una fulla de gerani blanc

- La meva Cristina

- Semblava de seda (només en l'edició de la col·lecció El Balancí d'Edicions 62, de febrer de 2020)